# Listy z Placu Zgody
Listy z Placu Zgody – poemat symfoniczny Bartłomieja Gliniaka z librettem Zbigniewa Książka. Wydawnictwo ukazało się w 2009 roku w formacie CD i DVD nakładem wytwórni Jedność.
Jako dyrygent wystąpił Jacek Rogala, jako soliści wystąpili Aleksandra Bieńkowska i Janusz Kruciński, a w rolę narratora wcielił się Igor Michalski. Towarzyszyła im orkiestra symfoniczna Filharmonii Świętokrzyskiej, chór Instytutu Edukacji Muzycznej Uniwersytetu Jana Kochanowskiego i chór kameralny Fermata.

## Informacje o wydawnictwie
Materiał został zarejestrowany podczas koncertu na żywo 25 kwietnia 2009 roku w Kielcach, upamiętniający 70–tą rocznicę utworzenia hitlerowskiego getta w Kielcach. Libretto opowiada prawdziwą historię młodej Żydówki Hanki Goldszajd piszącej do ukochanego zza bram getta, ostatecznie straconej w Treblince. Listy te znalazł kielecki dziennikarz Marek Maciągowski – były one inspiracją dla Książka. Przed premierą Mirosław Sawicki odczytał przesłanie Marka Edelmana, bojownika getta warszawskiego, który pogratulował Kielcom pozytywnej pamięci i wspierania tej pamięci.

## Lista utworów
| CD  | CD                                                                  | CD               | CD                 | CD      |
| Nr  | Tytuł utworu                                                        | Słowa            | Muzyka             | Długość |
| --- | ------------------------------------------------------------------- | ---------------- | ------------------ | ------- |
| 1.  | „Część I” (czyta: narrator)                                         | (Hi 14,7-12)     | Bartłomiej Gliniak | 2:50    |
| 2.  | „Kara śmierci” (śpiew: chór)                                        | Zbigniew Książek | Bartłomiej Gliniak | 2:47    |
| 3.  | „Maria Konwaliowa” (śpiew: Janusz Kruciński)                        | Zbigniew Książek | Bartłomiej Gliniak | 4:36    |
| 4.  | „Czy me usta przeklęte” (śpiew: Aleksandra Bieńkowska)              | Zbigniew Książek | Bartłomiej Gliniak | 5:07    |
| 5.  | „Część II” (czyta: narrator)                                        | (Hi 38,1-7)      | Bartłomiej Gliniak | 1:40    |
| 6.  | „I muszą zostać wytępieni” (śpiew: chór)                            | Zbigniew Książek | Bartłomiej Gliniak | 5:53    |
| 7.  | „Gdy ty kobietą się stawałaś” (śpiew: Janusz Kruciński)             | Zbigniew Książek | Bartłomiej Gliniak | 4:29    |
| 8.  | „Ty, co gwiazdami niebo łatasz” (śpiew: Aleksandra Bieńkowska)      | Zbigniew Książek | Bartłomiej Gliniak | 3:02    |
| 9.  | „Część III” (czyta: narrator)                                       | (Hi 38,1-18)     | Bartłomiej Gliniak | 1:34    |
| 10. | „Plac Zgody” (śpiew: chór)                                          | Zbigniew Książek | Bartłomiej Gliniak | 3:52    |
| 11. | „Byle nam walca nie przerwali” (śpiew: Janusz Kruciński)            | Zbigniew Książek | Bartłomiej Gliniak | 4:58    |
| 12. | „Bez ciebie może słońce zgasnąć” (śpiew: Aleksandra Bieńkowska)     | Zbigniew Książek | Bartłomiej Gliniak | 4:43    |
| 13. | „Część IV” (czyta: narrator)                                        | (Hi 38,1-42,17)  | Bartłomiej Gliniak | 2:44    |
| 14. | „Z jakąś zabawką dziecka w ręku” (śpiew: chór)                      | Zbigniew Książek | Bartłomiej Gliniak | 7:05    |
| 15. | „Ja chcę żyć” (śpiew: Aleksandra Bieńkowska)                        | Zbigniew Książek | Bartłomiej Gliniak | 3:57    |
| 16. | „Dałeś nam, Panie, cud myślenia” (śpiew: Janusz Kruciński)          | Zbigniew Książek | Bartłomiej Gliniak | 5:13    |
| 17. | „Część V” (czyta: narrator)                                         | (Hi 38,1-42,17)  | Bartłomiej Gliniak | 1:55    |
| 18. | „Tak łatwo było powiedzieć – uciekajcie” (śpiew: chór)              | Zbigniew Książek | Bartłomiej Gliniak | 2:53    |
| 19. | „Czy w każdym okruch Pana Boga” (śpiew: Aleksandra Bieńkowska)      | Zbigniew Książek | Bartłomiej Gliniak | 4:25    |
| 20. | „Ma być rasa panów” (śpiew: Janusz Kruciński)                       | Zbigniew Książek | Bartłomiej Gliniak | 6:04    |
| 21. | „My dzieci Hioba” (śpiew: Aleksandra Bieńkowska i Janusz Kruciński) | Zbigniew Książek | Bartłomiej Gliniak | 7:49    |
| 22. | „Finał” (czyta: narrator)                                           | (Hi 14,7-12)     | Bartłomiej Gliniak | 3:05    |
|     |                                                                     |                  |                    | 1:30:41 |